# Donald Knight (Eiskunstläufer)
Donald Knight (* 8. Juni 1947 in Kanada) ist ein ehemaliger kanadischer Eiskunstläufer, der im Einzellauf startete.
Knight wurde von 1965 bis 1967 kanadischer Meister. Die Olympischen Spiele 1964 beendete er auf dem neunten Platz. Sein größter Erfolg war der Gewinn der Bronzemedaille bei der Weltmeisterschaft 1965 hinter Alain Calmat und Scott Allen. Nach Karriereende ging Knight elf Jahre auf Tour mit Ice Capades und Holiday on Ice durch Europa. Knight arbeitet als Eiskunstlauftrainerberater im Burlington Skate Centre und Oakville Skating Club in Ontario.

## Ergebnisse
| Wettbewerb / Jahr          | 1962 | 1963 | 1964 | 1965 | 1966 | 1967 |
| -------------------------- | ---- | ---- | ---- | ---- | ---- | ---- |
| Olympische Winterspiele    |      |      | 9.   |      |      |      |
| Weltmeisterschaften        |      | 8.   | 9.   | 3.   | 7.   | 4.   |
| Kanadische Meisterschaften | 3.   | 2.   | 2.   | 1.   | 1.   | 1.   |